# Намазова, Басти Эйюб кызы
Басти Эйюб кызы Намазова (азерб. Bəsti Eyyub qızı Namazova; 1904, Казахский уезд — 1995, Товузский район) — советский азербайджанский виноградарь, Герой Социалистического Труда (1949).

## Биография
Родилась в 1904 году в селе Асрик Джырдаган Казахского уезда Елизаветпольской губернии (ныне село в Товузском районе Азербайджана).
В 1931—1965 годах — колхозница, звеньевая колхоза имени Низами Таузского района. В 1948 году получила урожай винограда 178,9 центнеров с гектара на площади 3 гектаров.
Указом Президиума Верховного Совета СССР от 21 июля 1949 года за получение высоких урожаев винограда в 1948 году Намазовой Басти Эйюб кызы присвоено звание Героя Социалистического Труда с вручением ордена Ленина и золотой медали «Серп и Молот».
С 1965 года — пенсионер союзного значения.
Скончалась в 1995 году.